# 北村彰基
北村 彰基（きたむら しょうき、1997年3月28日 - ）は、日本の男性プロレスラー。プロレス総合学院4期生。学院初の他団体でデビューした選手である。

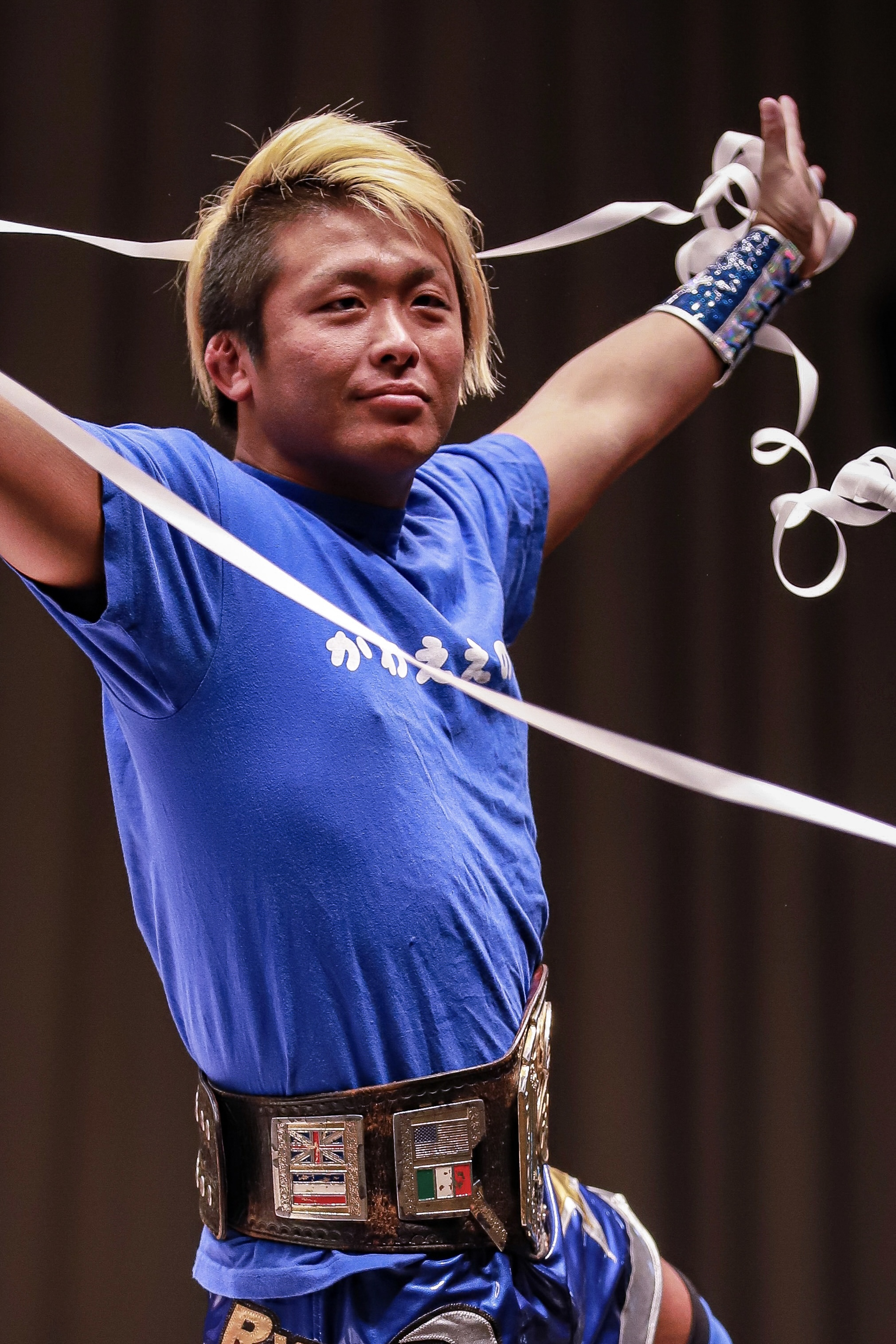
2023.05.03 マーベラス後楽園ホール大会 北村彰基選手

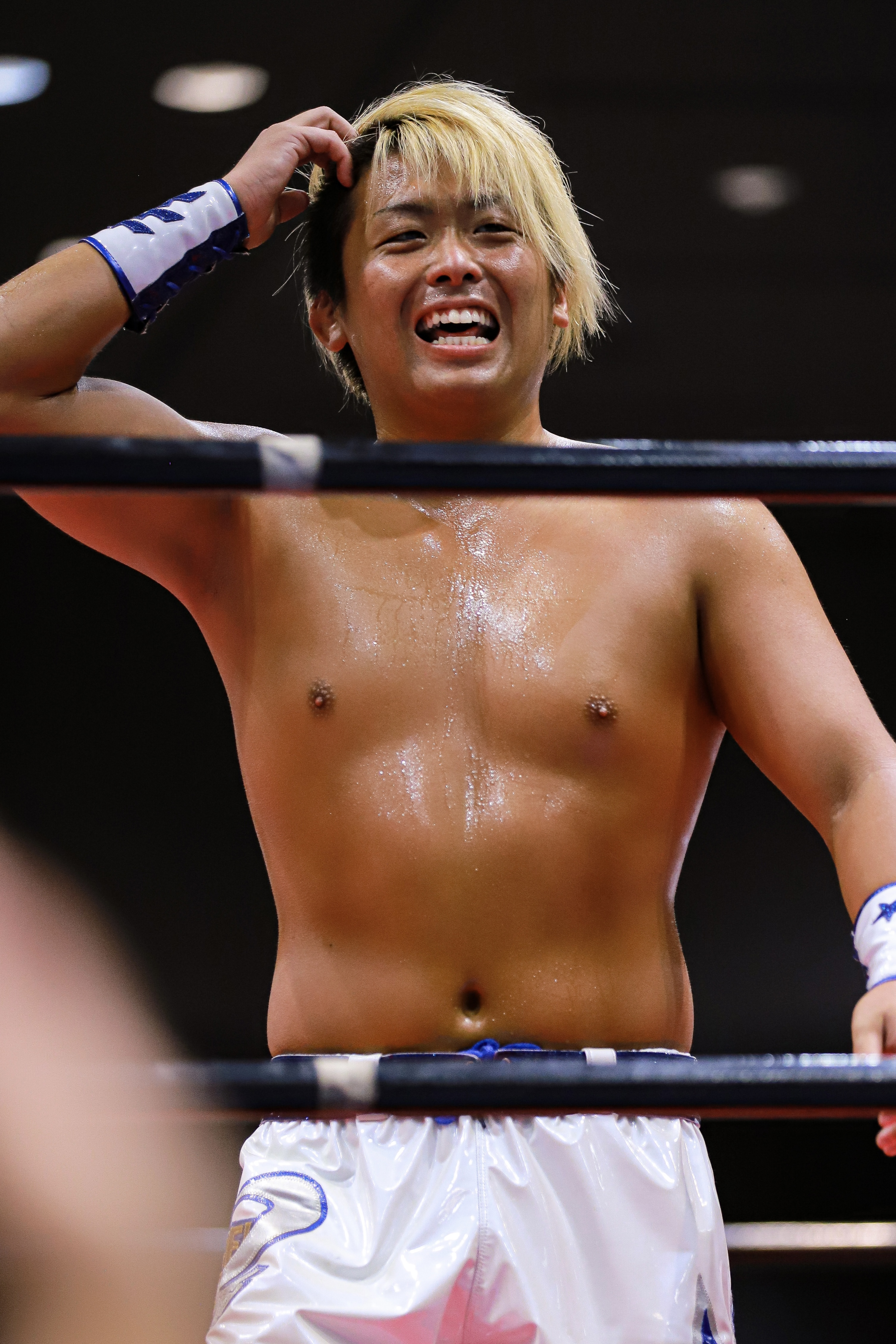
2023.05.06 押忍premium 北村彰基選手

## 経歴
岩手県立種市高等学校海洋開発科を卒業し、2017年4月にWRESTLE-1プロレス総合学院に4期生として入学。同年10月に卒業。
卒業後にプロレスリングZERO1に入門し、2018年2月12日、プロレスリングZERO1新木場1stRING大会における岩崎永遠戦でデビュー。
2018年5月23日、地元の岩手県洋野町で凱旋興行を行う。
同年9月23日盛岡大会では、みちのくプロレスとの対抗戦で、自力初勝利。
2020年3月1日、後楽園ホール大会において岩﨑永遠、佐藤嗣崇と若手ユニット"New Spirits"を結成。
同年8月2日、後楽園ホール大会で行われた天下一Jr.決勝戦でエル・リンダマンを破り初優勝。
2021年7月栃木プロレスへ同時に所属となり、栃木に移住。
同年9月9日、天下一Jr.決勝戦で阿部史典に敗れて準優勝。
2022年10月19日、天下一Jr.決勝戦で高岩竜一を破り2度目の優勝。
2023年3月1日開催の『ジュニア夢の祭典 〜ALL STAR Jr. FESTIVAL 2023〜』では第3試合・がんばれ！大谷晋二郎10人タッグマッチに出場。
2023年12月16日、プロレスリングZERO1より無期限の欠場が発表される。欠場の理由は「本人の申し出による」とされている
2024年2月23日、栃木プロレス『闘始め2024』新春黄金シリーズ Vol2にてリングに復帰。プロレス先生としては2月初めより復帰し、中学校立志式での講演やレフェリーを務めていた。
2024年4月28日の笛吹市いじめ撲滅チャリティープロレス大会で負傷し、当面試合出場見合わせ。5月に開幕した火祭り2024の試合や出場選手の動画撮影・編集を担当している。9月6日のオリオンスクエア大会で4ヶ月ぶりにリングに復帰したのにもない、2024年は年間で2度の復帰戦をした。
2024年12月12日のオリオンスクエア大会にて、右膝を負傷し前十字靭帯損傷と診断された。今後手術を検討し長期欠場予定。
2025年1月、ZERO1の運営体制変更により完全に他団体となるのに伴い、2月、栃木プロレスプロモーション化にともないフリーランスへ。

## エピソード
- 初代流星番長・星川尚浩から継承した学ランを着用して入場している。
- 決め台詞は「これで決まりだ！」
- 酔っ払った勢いで無理矢理先輩である太嘉文を自身のインスタライブに出演させ自分は途中で寝てしまい太嘉文に喋らせた。
- プロレス総合学院の一期上の佐藤嗣崇と仲が良い。
- 師匠ともいえる大谷晋二郎のジュニアヘビー級時代の入場曲を継承しているほか、顔面ウォッシュを得意技として受け継いでいる。

## 赤と青のタッグチーム
井坂レオ（Marvelous IMPACT）と特に親しく、井坂の赤と北村の青で、「赤と青のタッグチーム」としてタッグを結成。前述の2023年末から2024年初めの無期限欠場中も北村の代わりに井坂がメインイベントを務めた。北村の負傷欠場時も代わり井坂が出場したこともある。
井坂レオと共同でアンタ達株式会社 - YouTubeチャンネルも開設した。

## 得意技
晋道 ニー・バット
ジャーマンスープレックス
フィッシャーマンズスープレックス
スピアー

## タイトル歴
プロレスリングZERO1
- NWA世界&インターナショナルジュニアヘビー級王座（第124代&第24代）
- 天下一Jr.優勝（2020年、2022年）

## 入場曲
- ハイティーン・ブギ
- 男の勲章（今日俺バンド）
- キャッチザレインボー 〜流星〜（元 大谷晋二郎入場曲）